# Agave impressa
Agave impressa, llamada popularmente maguey masparillo, es una especie del género Agave. Su distribución natural se restringe a parte del estado de Sinaloa, en México, entre los 150 a 310 metros de altitud. Está en peligro por pérdida de su hábitat. Es una especie microendémica.

## Descripción
Especie de pequeño a medio tamaño, con hojas dispuestas en forma de roseta  solitaria y abierta, acaule. Cada hoja, de entre 40 a 60 cm de largo por 5 a 9 cm de ancho, es lanceolada, plana a semicóncava, de color verde amarillento y con impresiones blancas de los dientes en el haz y el envés. Presenta márgenes córneos con dentado continuo recto o sinuoso de color gris más o menos oscuro. Dientes planos de 3 a 5 mm de largo, rectos o algo curvados y de color grisáceo se distribuyen regularmente a lo largo de los márgenes con una espina terminal de 3 a 5 cm también plana.
La inflorescencia es una espiga racemosa de hasta 3 metros de alto con flores amarillas de 35 a 40 mm de largo. Fruto en cápsula, elongado a ovoide de 15 a 18 mm de largo.
 Florece entre finales del invierno y principios de la primavera.